# Pagondes d'Acaia
Pagondes (en llatí Pagondas, en grec antic Παγώνδας) fou un legislador aqueu esmentat per Teodoret (Graecarum Affectionum Curatio lib. IX), però del que res no es coneix.
Com que el nom de Pagondes no era propi dels aqueus (hi ha un cert nombre de Pagondes mencionats als textos clàssics, però tots els que hi apareixen són beocis) s'ha conjecturat que va ser un error de Teodoret, que hauria volgut dir Carondes. Fabricius l'inclou a la Bibliotheca Graeca.